# غابرييل غرونوالد
غابرييل غرونوالد (بالإنجليزية: Gabriele Grunewald)‏‏ (25 يونيو 1986 في بيرهام - 11 يونيو 2019 في منيابولس) عداءة مسافات طويلة ومتوسطة من الولايات المتحدة.

## روابط خارجية
- غابرييل غرونوالد على موقع الاتحاد الدولي لألعاب القوى (الإنجليزية)
- غابرييل غرونوالد على موقع الدوري الماسي (الإنجليزية)